# Piotrowina (Żyrardów)
Piotrowina – dawna wieś, od 1959 w granicach miasta Żyrardów, w województwie mazowieckim, w powiecie żyrardowskim. Leży nad rzeką Pisią Gągoliną, w najdalej na zachód wysuniętej części Żyrardowa.
W latach 1867–1939 wieś w gminie Żyrardów] a 1940–1954 w gminie Żyrardów-Wiskitki w powiecie błońskim. 20 października 1933 utworzyła gromadę w granicach gminy Żyrardów. Od 1948 w powiecie grodziskomazowieckim.
W związku z reorganizacją administracji wiejskiej jesienią 1954 Piotrowina weszła w skład gromady Wiskitki.
1 stycznia 1959 Piotrowinę włączono do Żyrardowa.